# Atherigona tumidistipes
Atherigona tumidistipes är en tvåvingeart som beskrevs av Deeming 1979. Atherigona tumidistipes ingår i släktet Atherigona och familjen husflugor. Inga underarter finns listade i Catalogue of Life.